# Вршник
Вршник (словен. Vršnik) — поселення в общині Кунгота, Подравський регіон‎, Словенія.